# AirTag (empresa)

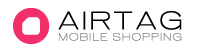
Logo da AirTag

AirTag foi uma startup francesa que foi adquirida em 2015 pela Morpho, na época uma subsidiaria da Safran. Era um provedor de compras e pagamentos móveis que se distingue por suas inovações em Comunicação de Campo Próximo (NFC).

## História
A AirTag foi fundada em 2006 por Jérémie Leroyer. No final de 2012, os investidores forneceram € 6 milhões em capital inicial, após uma segunda rodada de financiamento  em 2011, quando garantiu € 4 milhões.
Em outubro de 2008, a AirTag lançou o que chamou de primeiro kit de desenvolvimento de software NFC (SDK). Incluía um leitor Near Field Communication e quatro tipos de tags NFC. Em 2012, a empresa lançou outro SDK. Este incluía hardware para pagamentos baseados em smartphone.
Em 2009, a AirTag e sua parceira Netsize lançaram o Airtag Pad, um terminal na loja para que os clientes verifiquem seus pontos de fidelidade, perguntem sobre produtos sob medida, etc. A Reebok a contratou para sua linha de lojas Go Sport.
O Nokia C7, primeiro smartphone do mundo com chip NFC, conseguiu captar pontos de fidelidade e cupons de desconto pelo telefone, por meio de uma parceria com a AirTag.
A AirTag construiu o aplicativo para smartphone do McDonald's França GoMcDo que foi um dos primeiros a se integrar com o Passbook da Apple logo após o lançamento inicial deste último com iOS 6 em 2012.
Em 2012, o aplicativo móvel do Carrefour para compras de comunicação de campo próximo (NFC) foi desenvolvido pela AirTag. Em 2013, o jornal francês L'Express classificou a AirTag entre as 30 principais startups de internet francesas. Naquela mesma primavera, a AirTag lançou a primeira carteira móvel da KFC para fazer pedidos e pagar via smartphone; três meses depois, 90% das pessoas que instalaram o aplicativo estavam fazendo pedidos por meio dele. No final daquele ano, a AirTag admitiu que não era lucrativa.
Em 2014, a empresa tinha 50 funcionários quando lançou aplicativos de comércio móvel para Dia France e para Brioche Dorée.
Em 28 de novembro de 2018, a empresa Idemia Identity and Security France (Courvevoie), única acionista, decidiu pela dissolução antecipada sem liquidação da empresa AirTag.

## Crítica
Enquanto a AirTag disse ter lançado o primeiro NFC SDK no final de 2008, a revista da indústria RFID Update disse na época que havia SDKs preexistentes da Nokia e da Alvin Systems.